# Djiru-Nationalpark
Der Djiru-Nationalpark (englisch Djiru National Park), bis 2009 Tam-O’Shanter-Nationalpark, ist ein etwa 41 km² großer Nationalpark in Queensland, Australien. Seit 1988 ist er wegen seiner natürlichen Schönheit, Artenvielfalt, Evolutionsgeschichte und als Habitat für zahlreiche bedrohte Tierarten als UNESCO-Weltnaturerbe Wet Tropics of Queensland gelistet. Der Park schützt eines der wenigen Gebiete mit ursprünglichem, küstennahen Regenwald.

## Lage
Der Park befindet sich in der Region North Queensland und liegt etwa 170 km nördlich von Townsville und 40 km südlich von Innisfail. Der Clump-Mountain-Nationalpark liegt in unmittelbarer Nachbarschaft. Zu erreichen ist der Park über die Tully Mission Beach Road die nördlich von Tully vom Bruce Highway in östliche Richtung nach Mission Beach abzweigt.

## Geschichte
Seit der Erkundung des nördlichen Queensland, die mit der Landung von Edmund Kennedy an Bord der Tam O’Shanter im Jahr 1848 begann und der ersten Ansiedlung in Mission Beach im Jahr 1882 wurden über 80 Prozent der Waldfläche für die Landwirtschaft gerodet. Bis in die 1970er Jahre wurde in den verbliebenen Wälder selektiv Holz eingeschlagen, bis diese verbleibenden Regenwälder unter Schutz gestellt wurden.

## Flora und Fauna
Im Nationalpark sind einige ungewöhnliche Palmenarten beheimatet, wie etwa (Licuala ramsayi) aus der Gattung der Strahlenpalmen oder die gefährdete (Arenga australasica) aus der Gattung der Arengapalmen. Hier findet man zahlreiche Schmetterlinge, z. B. den Odysseusfalter (Papilio ulysses) und Echsen. In den Bächen kann man Fische und Schildkröten, etwa die Sägezahnpanzerschildkröten (Myuchelys latisternum), beobachten.

## Einrichtungen
Es gibt zwei Besuchereinrichtungen im Park, Licula und Lacey Creek. Hier kann man auf mehreren Wanderwegen einen Einblick in den vielfältigen, tropischen Regenwald bekommt. Es gibt keine Campingeinrichtungen.